# ケプラー69b
ケプラー69b(Kepler-69b)とは地球から見てはくちょう座の方向に約2700光年離れた位置にあるG型主系列星ケプラー69を公転している太陽系外惑星である。
半径は地球の2.24倍で、組成についてはケプラー69bは岩石惑星と小型のガス惑星の両方に可能性がある。しかし岩石惑星だとしてもケプラー69から0.094 au(約1406万km)の距離をわずか2週間で公転している為、大気の影響をなくした温度(平衡温度、温室効果などの影響がない)は779 K(506 ℃)にもなり、生命が存在するには極めて過酷な環境である。